# Grand Prix Formule 1 van Europa 2009
De Grand Prix Formule 1 van Europa 2009 werd gehouden op 23 augustus op het Spaanse stratencircuit van Valencia. Het was de elfde race uit het kampioenschap en het was de tweede Formule 1-wedstrijd die op het circuit gehouden werd. Italiaans Ferrari testrijder Luca Badoer verving Felipe Massa, die ernstig verwondingen opliep in Hongarije. Het was de eerste Formule 1-race voor Romain Grosjean, die bij Renault de ontslagen Nelson Piquet jr. verving. Brawn-rijder Rubens Barrichello won de race. Het was zijn eerste overwinning van het seizoen en de tiende overwinning uit zijn carrière. Lewis Hamilton, die vanaf poleposition was vertrokken verloor tijdens zijn laatste pitstop veel tijd nadat de mecaniciens niet klaarstonden en verloor zo de koppositie in de race. Hij eindigde op de tweede plaats. Kimi Räikkönen vervolledigde het podium. Barrichello verkleinde zijn achterstand in het kampioenschap tot achttien punten op de eerste in de stand, zijn teamgenoot Jenson Button, die op een zevende plaats in de race finishte.

## Kwalificatie
| Positie | Nummer | Naam                 | Team                 | Q1       | Q2       | Q3       | Grid |
| ------- | ------ | -------------------- | -------------------- | -------- | -------- | -------- | ---- |
| 1       | 1      | Lewis Hamilton       | McLaren-Mercedes     | 1:38.649 | 1:38.182 | 1:39.489 | 1    |
| 2       | 2      | Heikki Kovalainen    | McLaren-Mercedes     | 1:38.816 | 1:38.230 | 1:39.532 | 2    |
| 3       | 23     | Rubens Barrichello   | Brawn-Mercedes       | 1:39.019 | 1:38.076 | 1:39.563 | 3    |
| 4       | 15     | Sebastian Vettel     | Red Bull-Renault     | 1:39.295 | 1:38.273 | 1:39.789 | 4    |
| 5       | 22     | Jenson Button        | Brawn-Mercedes       | 1:38.531 | 1:38.601 | 1:39.821 | 5    |
| 6       | 4      | Kimi Räikkönen       | Ferrari              | 1:38.843 | 1:38.782 | 1:40.144 | 6    |
| 7       | 16     | Nico Rosberg         | Williams-Toyota      | 1:39.039 | 1:38.346 | 1:40.185 | 7    |
| 8       | 7      | Fernando Alonso      | Renault              | 1:39.155 | 1:38.717 | 1:40.236 | 8    |
| 9       | 14     | Mark Webber          | Red Bull-Renault     | 1:38.983 | 1:38.625 | 1:40.239 | 9    |
| 10      | 5      | Robert Kubica        | BMW Sauber           | 1:38.806 | 1:38.747 | 1:40.512 | 10   |
| 11      | 6      | Nick Heidfeld        | BMW Sauber           | 1:39.032 | 1:38.826 |          | 11   |
| 12      | 20     | Adrian Sutil         | Force India-Mercedes | 1:39.145 | 1:38.846 |          | 12   |
| 13      | 10     | Timo Glock           | Toyota               | 1:39.459 | 1:38.991 |          | 13   |
| 14      | 8      | Romain Grosjean      | Renault              | 1:39.322 | 1:39.040 |          | 14   |
| 15      | 12     | Sébastien Buemi      | Toro Rosso-Ferrari   | 1:38.912 | 1:39.514 |          | 15   |
| 16      | 21     | Giancarlo Fisichella | Force India-Mercedes | 1:39.531 |          |          | 16   |
| 17      | 17     | Kazuki Nakajima      | Williams-Toyota      | 1:39.795 |          |          | 17   |
| 18      | 9      | Jarno Trulli         | Toyota               | 1:39.807 |          |          | 18   |
| 19      | 11     | Jaime Alguersuari    | Toro Rosso-Ferrari   | 1:39.925 |          |          | 19   |
| 20      | 3      | Luca Badoer          | Ferrari              | 1:41.413 |          |          | 20   |

## Race
| Positie | Nummer | Coureur              | Team                 | Rondes | Tijd/Oorzaak uitval | Startplaats | Punten |
| ------- | ------ | -------------------- | -------------------- | ------ | ------------------- | ----------- | ------ |
| 1       | 23     | Rubens Barrichello   | Brawn-Mercedes       | 57     | 1:35:51.289         | 3           | 10     |
| 2       | 1      | Lewis Hamilton       | McLaren-Mercedes     | 57     | +2.358              | 1           | 8      |
| 3       | 4      | Kimi Räikkönen       | Ferrari              | 57     | +15.994             | 6           | 6      |
| 4       | 2      | Heikki Kovalainen    | McLaren-Mercedes     | 57     | +20.032             | 2           | 5      |
| 5       | 16     | Nico Rosberg         | Williams-Toyota      | 57     | +20.870             | 7           | 4      |
| 6       | 7      | Fernando Alonso      | Renault              | 57     | +27.744             | 8           | 3      |
| 7       | 22     | Jenson Button        | Brawn-Mercedes       | 57     | +34.913             | 5           | 2      |
| 8       | 5      | Robert Kubica        | BMW Sauber           | 57     | +36.667             | 10          | 1      |
| 9       | 14     | Mark Webber          | Red Bull-Renault     | 57     | +44.910             | 9           |        |
| 10      | 20     | Adrian Sutil         | Force India-Mercedes | 57     | +47.935             | 12          |        |
| 11      | 6      | Nick Heidfeld        | BMW Sauber           | 57     | +48.822             | 11          |        |
| 12      | 21     | Giancarlo Fisichella | Force India-Mercedes | 57     | +1:03.614           | 16          |        |
| 13      | 9      | Jarno Trulli         | Toyota               | 57     | +1:04.527           | 18          |        |
| 14      | 10     | Timo Glock           | Toyota               | 57     | +1:26.519           | 13          |        |
| 15      | 8      | Romain Grosjean      | Renault              | 57     | +1:31.774           | 14          |        |
| 16      | 11     | Jaime Alguersuari    | Toro Rosso-Ferrari   | 56     | +1 ronde            | 19          |        |
| 17      | 3      | Luca Badoer          | Ferrari              | 56     | +1 ronde            | 20          |        |
| 18      | 17     | Kazuki Nakajima      | Williams-Toyota      | 54     | +3 ronden           | 17          |        |
| Ret     | 12     | Sébastien Buemi      | Toro Rosso-Ferrari   | 41     | Remmen              | 15          |        |
| Ret     | 15     | Sebastian Vettel     | Red Bull-Renault     | 23     | Motor               | 4           |        |

## Noot
- Dit was het debuut van de Franse coureur Romain Grosjean.
- Eerste snelste ronde voor Timo Glock en de honderdste snelste ronde voor een Duitse coureur.
- Tiende Grand Prix-winst voor Rubens Barrichello en de honderdste Grand Prix-winst voor een Braziliaanse coureur.

Als eretitel: 1923 (Italië) · 1924 (Frankrijk) · 1925 (België) · 1926 (San Sebastián) · 1927 (Italië) · 1928 (Italië) · 1930 (België) · 1947 (België) · 1948 (Zwitserland) · 1949 (Italië) · 1950 (Groot-Brittannië) · 1951 (Frankrijk) · 1952 (België) · 1954 (Duitsland) · 1955 (Monaco) · 1956 (Italië) · 1957 (Groot-Brittannië) · 1958 (België) · 1959 (Frankrijk) · 1960 (Italië) · 1961 (Duitsland) · 1962 (Nederland) · 1963 (Monaco) · 1964 (Groot-Brittannië) · 1965 (België) · 1966 (Frankrijk) · 1967 (Italië) · 1968 (Duitsland) · 1972 (Groot-Brittannië) · 1973 (België) · 1974 (Duitsland) · 1975 (Oostenrijk) · 1976 (Nederland) · 1977 (Groot-Brittannië)
Als alleenstaande race: 1983 · 1984 · 1985 · 1993 · 1994 · 1995 · 1996 · 1997 · 1999 · 2000 · 2001 · 2002 · 2003 · 2004 · 2005 · 2006 · 2007 · 2008 · 2009 · 2010 · 2011 · 2012 · 2016